# 孙家坝镇
孙家坝镇，是中华人民共和国贵州省铜仁市思南县下辖的一个乡镇级行政单位。

## 行政区划
孙家坝镇下辖以下地区：
街上社区、双山村、郭腊寨村、石门坎村、半坡村、高峰村、双红村、牌坊村、龙泉村、大兴村、迎春村、庙坝村、王家坝村、龙王山村、扎溪村、刘家寨村和罗家坝村。